# Mike Boyle (cầu thủ bóng đá)
Michael John "Mike" Boyle (11 tháng 10 năm 1908 – sau 1938) là một cầu thủ bóng đá người Anh có 126 lần ra sân ở Football League thi đấu ở vị trí hậu vệ cho Bolton Wanderers, Reading, Exeter City và Darlington trong thập niên 1930. Ông thi đấu 3 trận cho York City tại Football League 1939–40 trước khi bị hủy bỏ do Thế chiến thứ hai.